# Eunicida
Gli Eunicida sono un sottordine dei Polychaeta.

## Famiglie
- Amphinomidae
- Diurodrilidae
- Dorvilleidae
- Eunicidae
- Euphrosinidae
- Hartmaniellidae
- Histriobdellidae
- Lumbrineridae
- Oenonidae
- Onuphidae